# Чернослив с орехами
Чернослив с орехами, также Чернослив, фаршированный грецкими орехами — десертное блюдо из чернослива и грецких орехов, популярное на постсоветском пространстве. Десерт распространён в украинской, молдавской и кавказской кухне, что, видимо, обусловлено ареалом распространения грецкого ореха и соответствующих сортов сливы. Также это блюдо считается частью еврейско-одесской кухни.

## Приготовление
Чернослив промывают, заливают кипятком или немного отваривают. Затем начиняют половинками грецких орехов, плотно укладывают в посуду, посыпают сахаром, добавляют воду и/или сухое красное вино, что делает блюдо более ароматным и тушат. Перед подачей охлаждают и поливают сметаной. В более простых рецептах фаршированный орехами чернослив заливают подслащенной сметаной.